# John N. Paden
John Naber Paden (* 1937) ist ein amerikanischer Politologe. Ein Forschungsschwerpunkt sind muslimische Subkulturen in Nigeria.
Paden studierte am Occidental College Philosophie (B.A.) und machte als Rhodes Scholar seinen M.A. in Philosophie, Politik und Wirtschaftswissenschaften an der Oxford University. Anschließend erwarb er einen Ph.D. in Politikwissenschaft an der Harvard University.
An der Northwestern University leitete er das Zentrum für Afrikastudien. In Nigeria war er Professor für Public Administration an der Ahmadu Bello University und an der Bayero University Dekan der Fakultät für Sozialwissenschaften.
Er hat eine der Robinson-Stiftungsprofessuren der George Mason University.

## Veröffentlichungen
- Postelection Conflict Management in Nigeria: The Challenge of National Unity. George Mason University, 2013.
- United States Institute of Peace (Hrsg.): Faith and Politics in Nigeria: Nigeria as a Pivotal State in the Muslim World. 2008.
- Muslim Civic Cultures and Conflict Resolution: The Challenges of Democratic Federalism in Nigeria. 2005 (brookings.edu).